# 八木研
株式会社八木研（やぎけん）は、大阪府大阪市城東区に本社を置く、ホテル用家具メーカーである。1932年創業。

## 概要
創業者の八木平助により、1932年に研磨剤メーカーとして創業する。製造品目のひとつチューブ式研磨剤「アルボン」が真鍮仏具磨きの定番商品となり、それを切っ掛けに、1976年に仏壇・仏具業界に参入する。
2024年10月1日付で、仏壇・仏具の小売・卸売事業を同年8月8日に設立した株式会社現代仏壇へ会社分割により譲渡したと同時に、株式会社現代仏壇全株式ははせがわに譲渡された他、同時に所有していた本社（大阪市東成区）と東京支店（東京都大田区）の不動産もはせがわへ譲渡され、本社も大阪市城東区に移転した。同時に八木研は仏壇・仏具の小売・卸売事業から撤退した。

## 現在手掛けている事業

### ホテル・旅館用家具
ホテル・旅館用家具ブランドとしてRelaxを展開している。

## 沿革
- 1932年 初代：八木平助創業（当時は研磨剤製造業）
- 1955年 八木研磨剤株式会社に改称、八木達郎が代表取締役に就任
- 1976年 仏具業界に参入
- 1984年 「自由仏壇」発表
- 1986年 株式会社 八木研に改称
- 1991年 「現代仏壇」の名称を使用
- 1992年 東京ショールーム開設（現在のギャラリーメモリア池上）
- 1994年 八木龍一が取締役社長に就任
- 1999年 特約店制度開始
- 2002年 新ブランド「メモリー」発表　9月ギャラリーメモリア大阪難波オープン
- 2003年 ギャラリーメモリア第一号店（ギャラリーメモリア大阪枚方）オープン　4月ギャラリーメモリア東京銀座オープン
- 2005年 ギャラリーメモリアニューヨークがオープン
- 2007年 4月新ブランド、システム収納仏壇「マインドスペース」発表
- 2024年 10月1日付で仏壇・仏具の小売・卸売事業を株式会社現代仏壇へ会社分割により譲渡。同時に株式会社現代仏壇全株式をはせがわに譲渡[3][4][5][6]。本社を大阪市城東区に移転

## スポンサー番組

### 過去
- おはようワイド・土曜の朝に（朝日放送制作・テレビ朝日系列）
- THEワイド（日本テレビ・よみうりテレビ共同制作）
- ウェークアップ!ぷらす（よみうりテレビ制作・日本テレビ系列・土曜）
- どさんこワイド（STV・水曜）
- 総力報道!THE NEWS（TBS・木曜、18：30頃） など